# Rhizopogon marchii
Rhizopogon marchii är en svampart som tillhör divisionen basidiesvampar, och som först beskrevs av Bres., och fick sitt nu gällande namn av Zeller och Bernard Ogilvie Dodge. Rhizopogon marchii ingår i släktet Rhizopogon, och familjen hartryfflar. Arten är reproducerande i Sverige.